# Lidl Arena
Die Lidl Arena ist ein Fussballstadion in der Schweizer Stadt Wil im Kanton St. Gallen. Es ist Heimspielstätte des Fussballclubs FC Wil. Die Arena ist im Besitz der Stadt.

## Geschichte

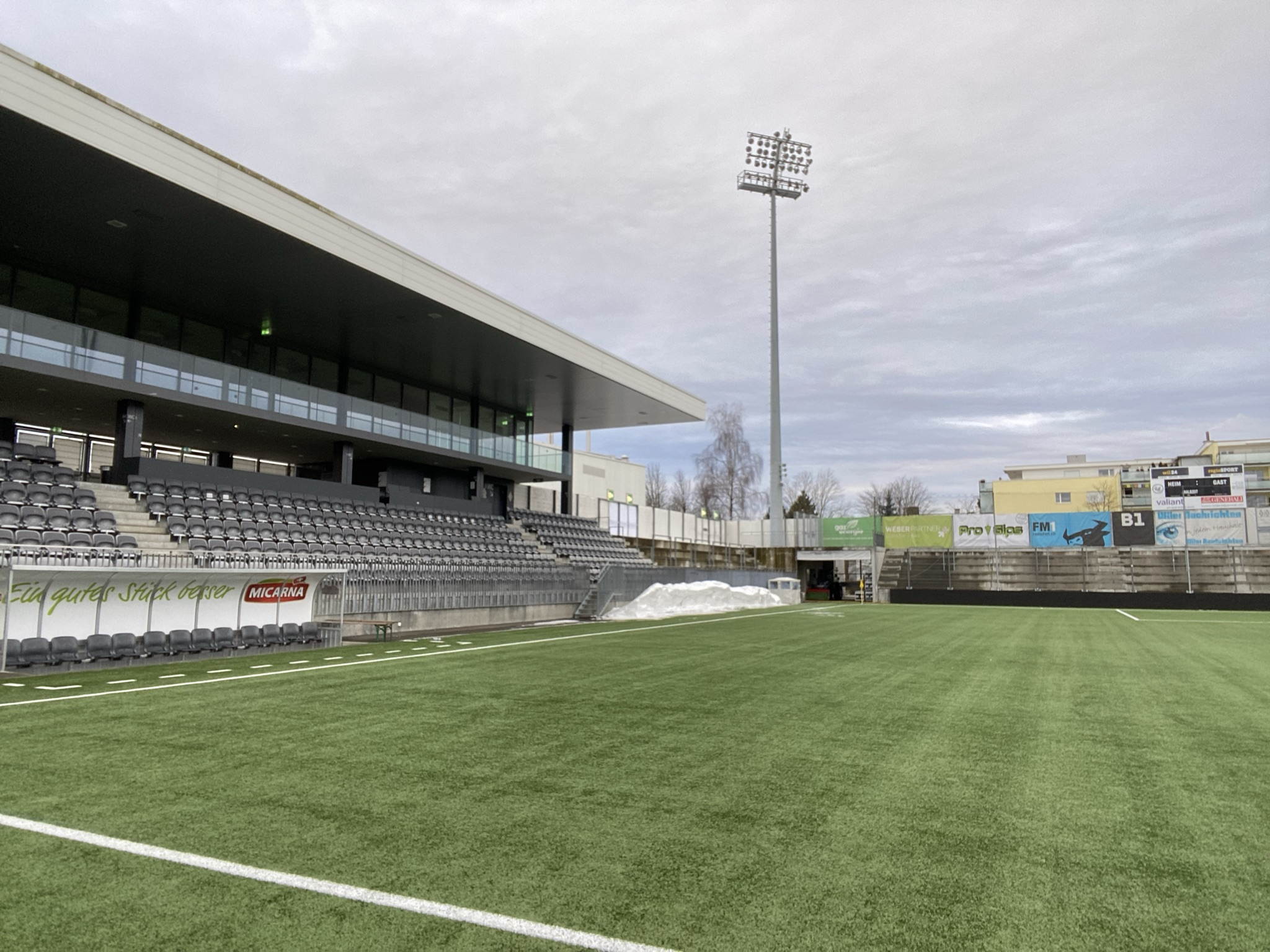
Der Sportpark Bergholz vor einem Freundschaftsspiel zwischen dem FC Wil U18 und dem FC Küsnacht

Das Stadion Bergholz hat seinen Namen von einem Flurnamen der bereits im Mittelalter erwähnt wurde. 1712 beschossen im Zweiten Villmergerkrieg die Zürcher bei der Belagerung von Wil aus dem Bergholz heraus die Stadt. 
Über die Erstellung wurde 1961 abgestimmt, eröffnet wurde der Sportpark zwei Jahre später 1963. 1976 über eine Erweiterung der Sportanlage und einer Beleuchtungsanlage für den Hauptplatz abgestimmt, was von den Stimmbürgerinnen deutlich abgelehnt wurde. 1981 wurde nochmals eine Abstimmung über eine Erweiterung der Sportanlagen abgestimmt, nachdem die Gemeinde nochmals Grundstücke für den Sportpark erworben hatte.
Die Anlage bietet insgesamt 6048 Plätze. Davon sind 748 Sitz- und 5300 Stehplätze. Die Spielfläche besteht aus Kunstrasen. Das Stadion besitzt vier 38 Meter hohe Flutlicht-Masten, die insgesamt 126 Strahler aufweisen und zusammen mit Ergänzungen aus dem Jahr 2023 eine Beleuchtungsstärke von 800 Lux auf den Platz bringen. Nach einer Revision der Anforderungen des Stadionkatalogs A im Jahr 2022, erfüllt das Stadion diese Bedingungen und wäre somit tauglich für die höchste Schweizer Fussballliga. 2010 wurde über eine Erneuerung des Sportparks abgestimmt. Insgesamt sollten damals 57,5 Millionen Schweizer Franken investiert werden. Die Vorlage wurde angenommen. In der Saison 2012/13 wurde die Anlage zusammen mit dem «Sportpark Bergholz» erneuert. Zur bestehenden Eisbahn, dem Fussballplätzen und dem Freibad, wurde ein Hallenbad hinzugefügt. Deshalb wurden die Heimspiele des FC Wil während der Schweizer Fussballmeisterschaft 2012/13 in der AFG Arena in St. Gallen ausgetragen. Bereits kurz nach der Eröffnung des erneuerten Sportparks wurden zahlreiche Mängel festgestellt. 2023 musste die Stadt ausserplanmässig Mängel für 1,7 Millionen Schweizer Franken beheben. In diesem Zusammenhang wurde sogar von «Baupfusch» gesprochen, der allerdings verjährt ist.
Im November 2013 wurde das Wiler Unternehmen IGP Pulvertechnik Namenssponsor des Sportparks. Das Fussballstadion hiess somit offiziell «IGP Arena». Das Unternehmen zahlte dafür 100'000 Franken jährlich. Ende 2019 stieg der Namenssponsor aus dem Vertrag aus. Nach dreijähriger Suche wurde 2022 mit dem Einzelhändler Lidl Schweiz ein neuer Namenssponsor gefunden. Das Stadion heisst seitdem Lidl Arena.
Im Juli 2023 wurde die Überdachung der Gegentribüne abgeschlossen. Damit sollen bis zu 2000 Stehplätze vor Regen geschützt sein. Ausserdem wurde die Beleuchtungsanlage ergänzt und ein neues Kassenhaus sowie eine Toilettenanlage für den angrenzenden Spielplatz errichtet. Auf der Gegentribüne wurde eine Solaranlage installiert. In der Saison 2023 trug die American-Football-Mannschaft der Helvetic Guards (ELF) ihre Heimspiele in Wil aus. In der Saison 2025 spielt die Nachfolgemannschaft Helvetic Mercenaries in der Lidl Arena.